# Artan Pali
Artan Pali (ur. 18 marca 1973) – albański piłkarz występujący na pozycji obrońcy.
Wraz z SK Tirana zdobył Puchar Albanii w sezonie 1993/1994.
W reprezentacji Albanii zadebiutował 29 stycznia 1992 w wygranym 1:0 towarzyskim pojedynku z Grecją. W latach 1992–1995 w drużynie narodowej zagrał trzy razy.